# Claudia Leitte
Claudia Leitte, (in portoghese brasiliano: [ˈklawdʒɐ ˈlejtʃǀ]) all'anagrafe Cláudia Cristina Leite Inácio Pedreira (São Gonçalo, 10 luglio 1980), è una cantante, musicista, ballerina e produttrice musicale brasiliana.

## Biografia

### Gli esordi come membro dei Babado Novo
Nata da una modesta famiglia di mercanti a São Gonçalo, nella zona metropolitana di Rio de Janeiro, si è spostata subito verso la città natale della madre, Salvador. Qui già all'età di tre anni, in una bisteccheria del luogo ha mostrato le sue qualità canore intonando Emilìa, Emilìa, Emilìa, canzone brasiliana per bambini. 
In adolescenza, durante la quale vive a Feira de Santana, cominciò a cantare nei bar e feste fino all'età di tredici anni, quando entrò a far parte del gruppo musicale Nando Borges come cantante. 
Nel 1998, all'età di diciotto anni, si iscrisse alla facoltà di Diritto e Comunicazione Sociale. In contemporanea con gli studi si unì al gruppo Violet, di genere Forró, grazie alla quale compì i primi passi verso la carriera professionistica.
Lasciò il gruppo nel 1999 per dedicarsi alla musica axé, diventando per un breve periodo membro dei Macaco Prego, dei Nata do Samba, della Companhia do Pagode e, infine, dal novembre del 2001 diventa la voce del gruppo axé di Salvador Babado Novo, avviandosi verso una carriera professionistica più avanzata e proiettata al di là dello stato di Bahia.
Nel 2002 lanciò il suo primo singolo col gruppo, Amor Perfeito, con la collaborazione di Roberto Carlos. 
Il primo album del gruppo, intitolato Babado Novo Ao Vivo, uscì nel 2003 e vendette più di 500 000 copie, venendo certificato il doppio disco di platino. Il clamore ottenuto permise loro di rappresentare il Carnevale in numerosi micarete in tutto il paese, come il Micareta di Feira de Santana, Micarade, Fortal, Carnatal, Pré-Caju.
Il secondo album dal vivo, Sem vergonha, uscito nel 2003 e conosciuto dal pubblico per i singoli Fulano in Sala e Foto no Estanbe vendette più di 100 000 copie e ottenne il riconoscimento di disco d'oro.
Nel 2004 fu pubblicato, in occasione del Carnevale, Safado, Cachorro Sem Vergonha, singolo che registrò il primo disco di platino per il download digitale di un brano.
Il terzo album, Uau! Vivo em Salvador, uscito nel 2004, vendette più circa 400 000 copie in Brasile, certificato il disco di diamante. 
Il quarto album, uscito nel dicembre del 2005, denominato Diário de Claudinha (ovvero Diario di Claudinha, dove Claudinha è il soprannome di Claudia Leitte) vendette 70 000 copie in una sola settimana. 
L'ultimo album del gruppo, uscito nel dicembre del 2006 e intitolato Ver-te Mar, vendette 100 000 copie.
Come membro dei Babado Novo, Claudia Leitte è stata nominata per l'MTV Video Music Brasil 2007, promosso da MTV Brasil e ha vinto nello stesso anno il premio Brazilian Best Female Singer promosso da Rádio Globo, battendo Ivete Sangalo, Sandy Leah Lima, Ana Carolina e Maria Rita.
Come già annunciato un mese prima, il 5 febbraio 2008 si esibì per l'ultima volta come membro dei Babado Novo prima di intraprendere la carriera da solista.

### Carriera solista
Registrò il suo primo album da solista nel febbraio del 2008 in occasione del concerto a Copacabana (Rio de Janeiro), davanti a un pubblico di 700 000 persone. L'uscita dell'album Ao Vivo em Copacabana fu ufficializzata il 4 luglio 2008 al teatro Credicard Hall di San Paolo. L'album vendette 500 000 copie conquistando il disco di diamante, grazie anche al successo dei brani Exttravasa, Cai Fora, Lirirrixa e Eu Fico.
Nel maggio del 2010 pubblicò il suo secondo album da solista, intitolato As Màscaras, primo album in studio che contiene collaborazioni con artisti come Mikael Mutti, Latino e Carlinhos Brown. L'album ottenne un Latin Grammy.
Nel 2011 ha interpretato il singolo Samba insieme a Ricky Martin, eseguito anche in occasione della serata di Miss Universo 2012.  Nello stesso anno ha prestato la sua voce nel film d'animazione Cars 2. L'anno successivo ha partecipato al progetto Livro Cd Mensagens de Natal per Radio Globo, interpretando il brano Abrace o Natal. Sempre dal 2012 è diventata giudice dell'edizione brasiliana del talent show The Voice, partecipando poi dal 2021 alla versione The Voice+, dedicata a concorrenti con più di 60 anni.
Nel gennaio del 2014 tramite accordo con i produttori Shea Taylor, Timbaland, Rob Persaud e Mike Will Made It, firmò un contratto con la Roc Nation per lanciare la sua carriera oltreoceano. Nello stesso anno è stata invitata dalla FIFA a rappresentare il Brasile nella canzone ufficiale della Coppa del Mondo insieme a Pitbull e Jennifer Lopez, We Are One (Ole Ola), e si è esibita al Billboard Music Award.
Nel 2016 e nel 2018 furono pubblicati rispettivamente i singoli Taquitá e Carnaval, che ottennero il disco d'oro ma non furono inclusi in nessun album.

## Discografia parziale da solista

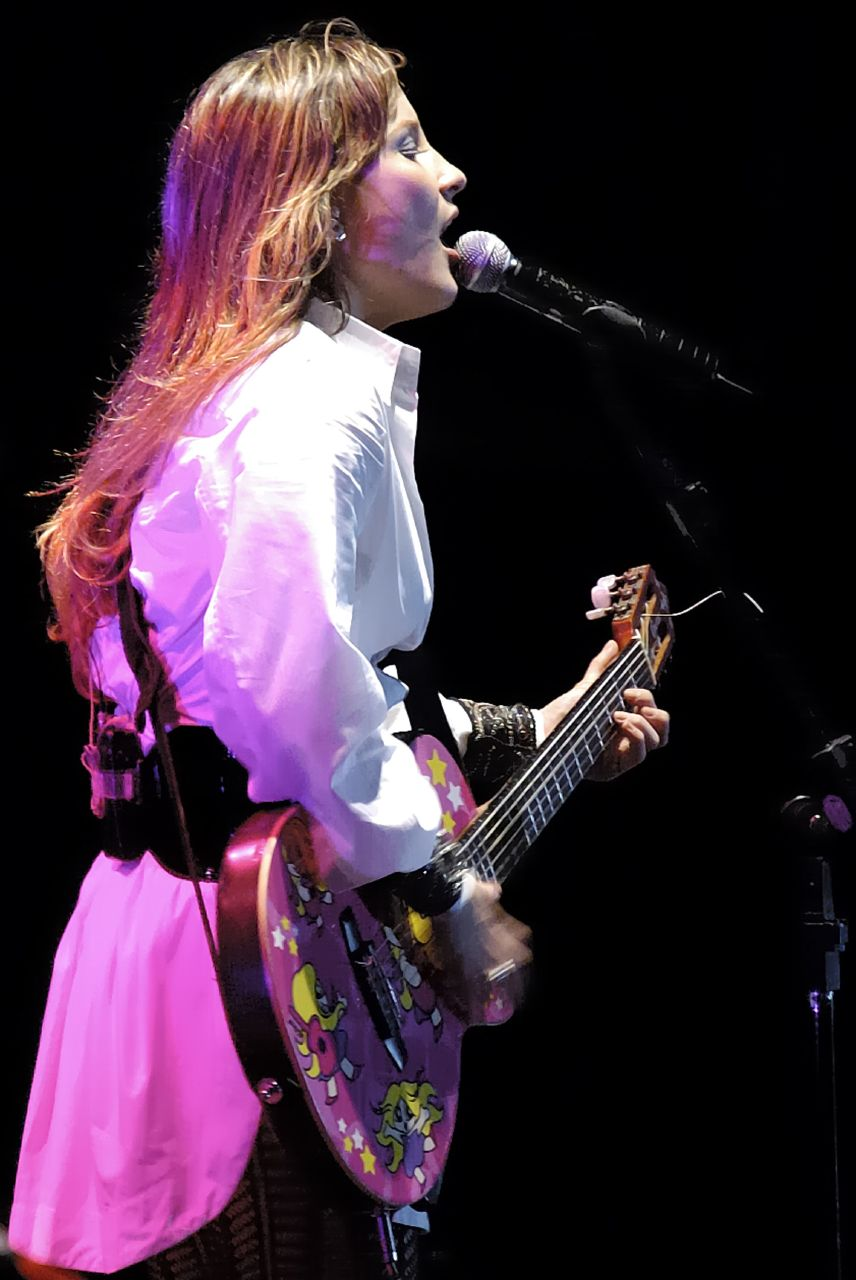
Claudia Leitte in concerto (2007)

### Album in studio
- 2010 - As máscaras

### Album dal vivo
- 2008 - Ao vivo em Copacabana
- 2012 - Negalora - Íntimo
- 2014 - AXEMUSIC - Ao Vivo

### Singoli
- 2008 - Exttravasa (feat. Gabriel o Pensador)
- 2008 - Pássaros
- 2008 - Beijar na boca
- 2009 - Horizonte
- 2009 - As máscaras
- 2010 - Famo$a (feat. Travie McCoy)
- 2010 - Don Juan (feat. Belo)
- 2010 - Água
- 2011 - Trilhos fortes
- 2011 - Dia da farra e do beijo
- 2011 - Samba (feat. Ricky Martin)
- 2012 - Bem vindo amor
- 2012 - Largadinho
- 2013 - Quer saber? (feat. Thiaguinho)
- 2013 - Tarrachinha (feat. Luiz Caldas)
- 2013 - Claudinha bagunceira
- 2014 - Dekolê (feat. J.Perry)
- 2014 - Deusas de amor (feat. Ivete Sangalo)
- 2014 - Talento (feat. Michel Teló)
- 2016 - Corazón (feat. Daddy Yankee)
- 2017 - Baldin de Gelo
- 2018 - Balancinho

Come artista ospite
- 2014 - We Are One (Ole Ola) (Pitbull feat. Jennifer Lopez & Claudia Leitte)

## Videografia
- 2008 - Ao Vivo em Copacabana (DVD)
- 2012 - Negalora: Íntimo (DVD)
- 2014 - Axemusic - Ao Vivo (DVD, Blu-ray)
- 2019 - Macaco Sessions: Claudia Leitte (streaming)